# کاپریه
کاپریه (به ایتالیایی: Caprie) یک کومونه در ایتالیا اس

## خصوصیات
کاپریه ۱۶٫۳۵ کیلومترمربع مساحت و ۲٬۱۱۳ نفر جمعیت دارد و ۳۷۵ متر بالاتر از سطح دریا واقع شده‌است.